# Capelle Centrum (metrostation)
Capelle Centrum is een van de drie stations van de Rotterdamse metro in Capelle aan den IJssel, in de Nederlandse provincie Zuid-Holland. Station Capelle Centrum, geopend op 26 mei 1994, ligt aan metrolijn C. Het station bevindt zich in het stadscentrum van Capelle a/d IJssel, nabij winkelcentrum De Koperwiek en het Isala Theater. Ook het gemeentehuis is op loopafstand.
Het metrostation is gelegen op een viaduct en heeft twee perrons. Een stationshal is aanwezig aan de Kerklaanzijde, op straatniveau zijn er aparte ingangen per reisrichting. In 2017 is de Kerklaanzijde gemoderniseerd als onderdeel van een grote renovatie van het centrum van Capelle.
Nabij het station kan men overstappen op RET-buslijnen 31, 606 en Qbuzz-buslijn 383. Tevens is er tegenover het station een P+R terrein.

## Foto's

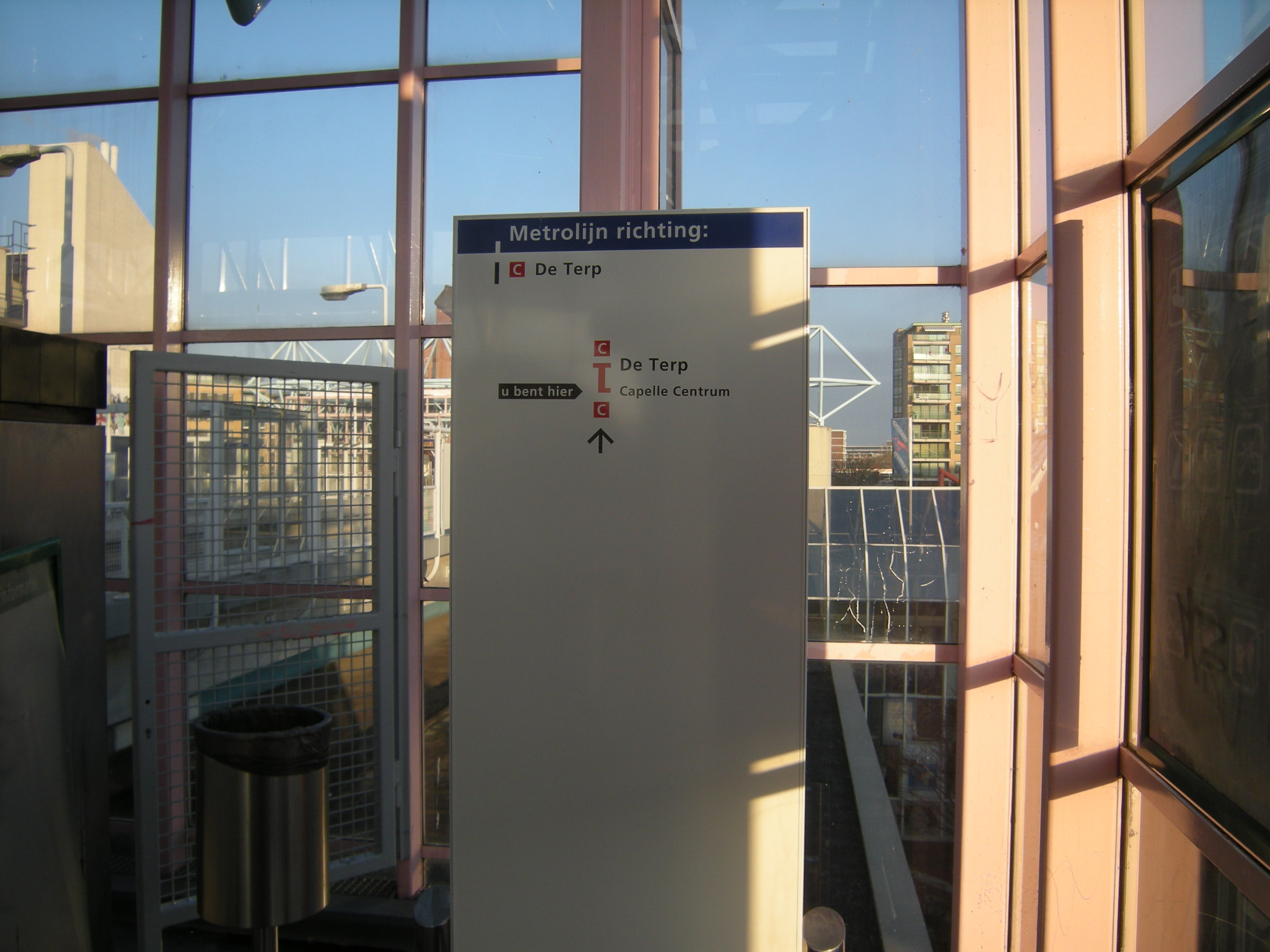
Het routebord is eenvoudig.
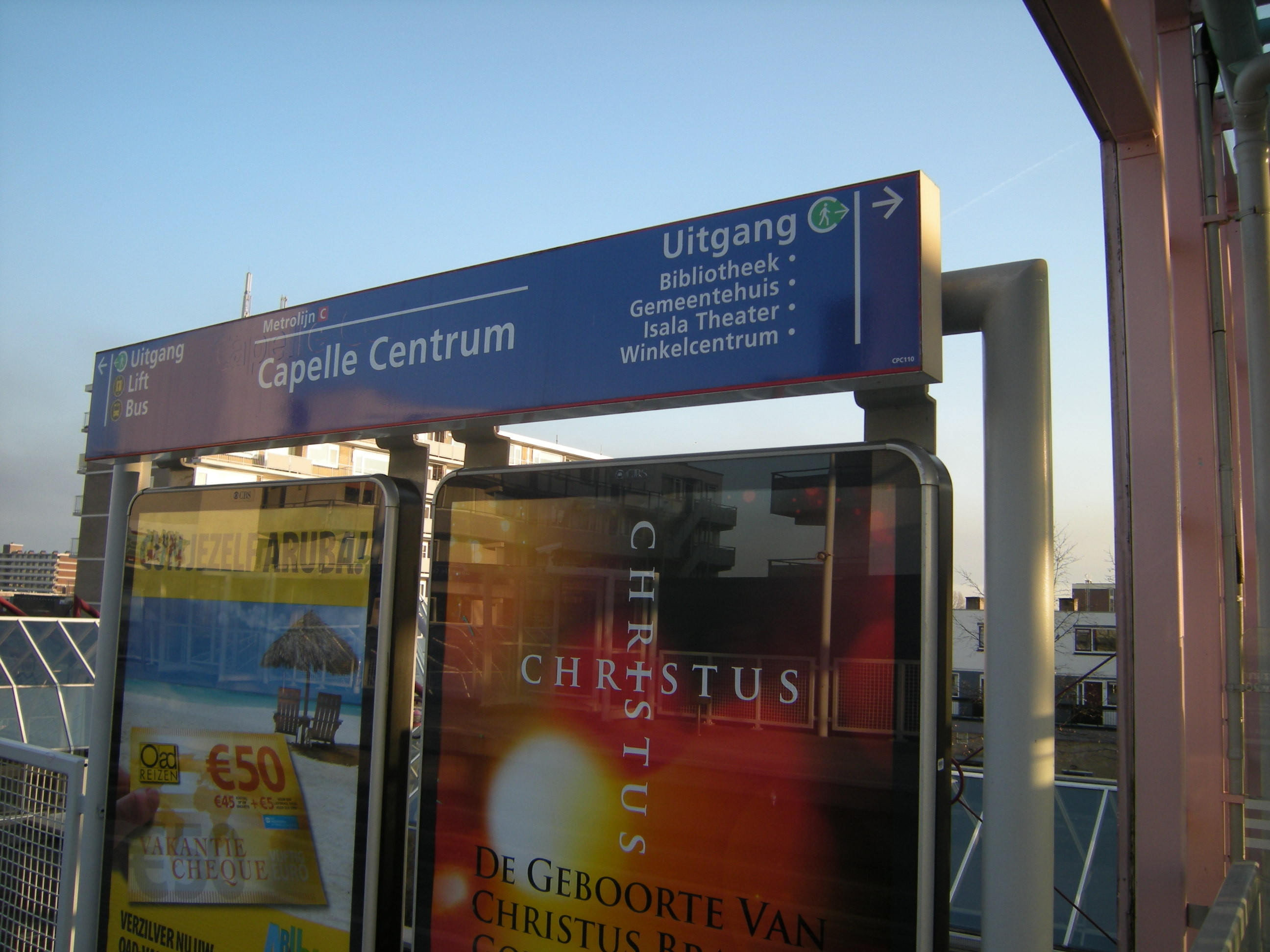
Er is veel te doen in de buurt.

De Terp · Capelle Centrum · Slotlaan · Capelsebrug · Kralingse Zoom · Voorschoterlaan · Gerdesiaweg · Oostplein · Blaak  · Beurs · Eendrachtsplein · Dijkzigt · Coolhaven · Delfshaven · Marconiplein · Schiedam Centrum  · Parkweg · Troelstralaan · Vijfsluizen · Pernis · Tussenwater · Hoogvliet · Zalmplaat · Spijkenisse Centrum · Heemraadlaan · De Akkers